# Stora Nygatan (Gotemburgo)
A Stora Nygatan (LITERALMENTE Grande Rua Nova)  é uma rua do centro histórico da cidade de Gotemburgo, na Suécia. Tem 530 m de extensão, e liga o largo de Kungsportsplatsen à praça de Drottningtorget, ao longo do canal de Vallgraven. Esta nova rua foi construída em meados do séc. XIX no sítio em que estavam então a ser desmanteladas as antigas muralhas defensivas da cidade. Três arquitetos alemães estiveram envolvidos na edificação do local.

## Edifícios e pontes
- Sinagoga de Gotemburgo

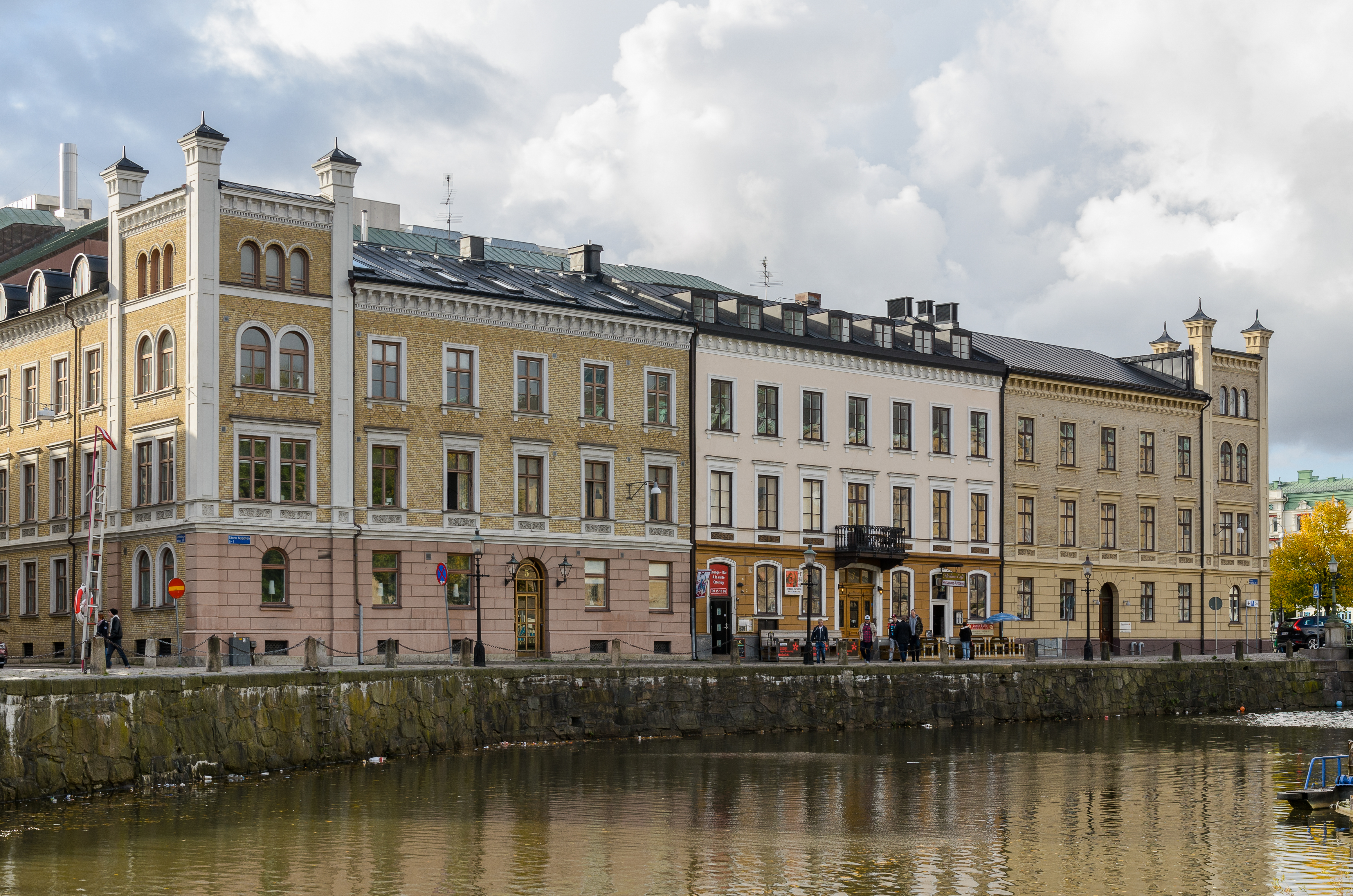
Stora Nygatan 1-5
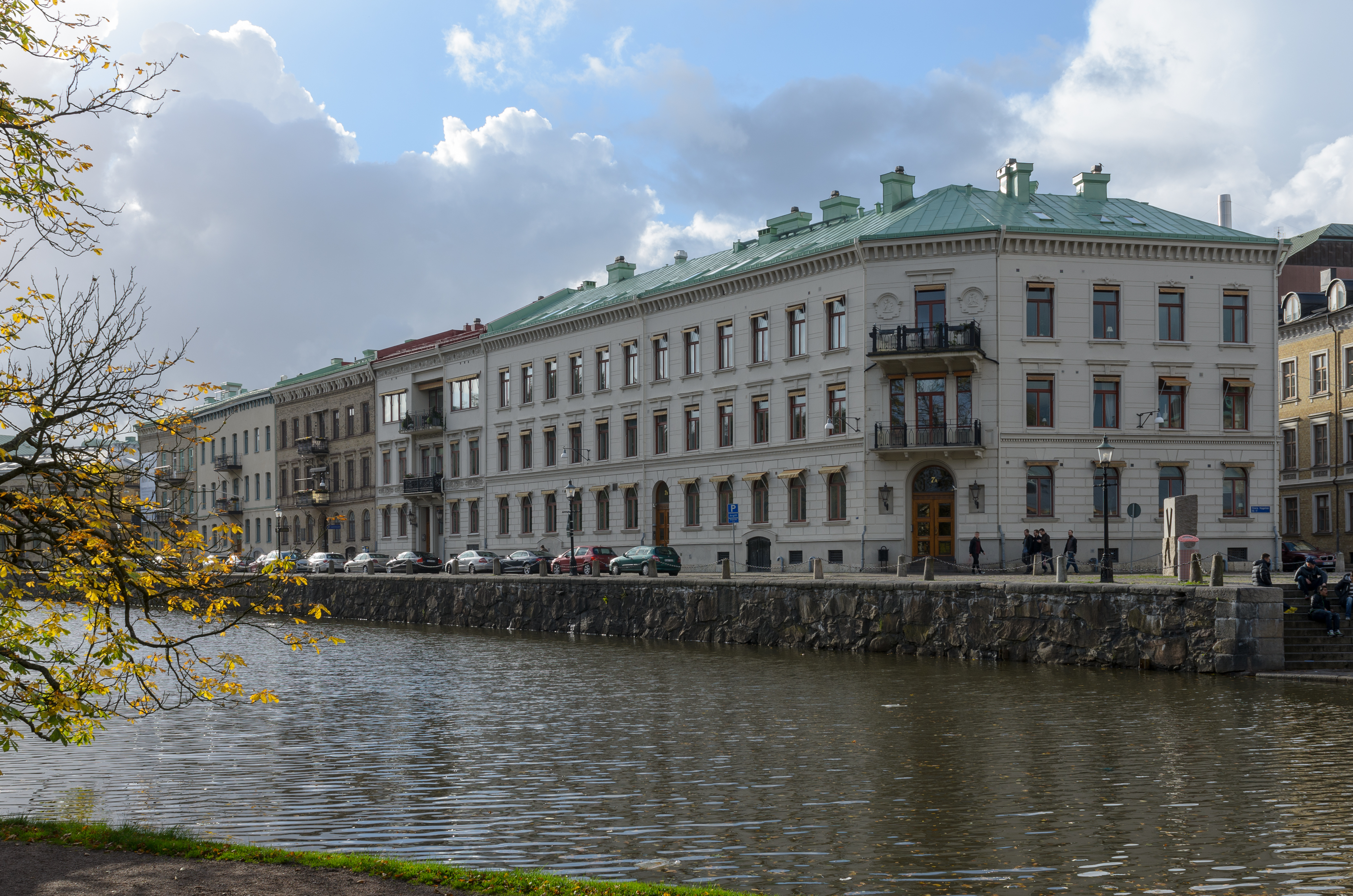
Stora Nygatan 7-15
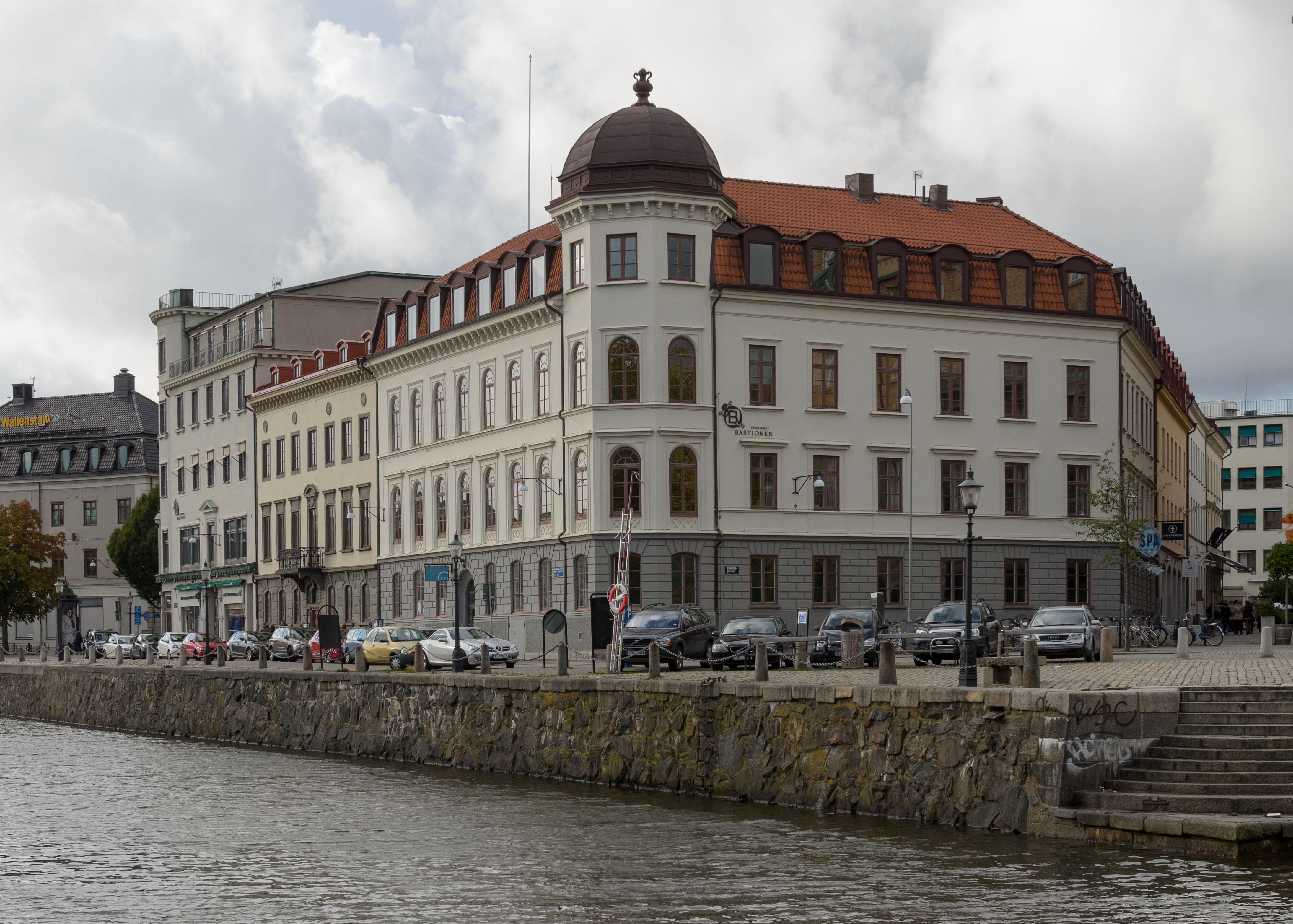
Stora Nygatan 27-33